# 张廷桢
张廷桢（1909年—1983年1月2日），山西崞县上长乐村人。中国人民解放军开国少将。

## 生平
1930年考入崞县中学。参加九一八事变后的学生运动。1933年6月毕业后在崞县南王就村小学任教。入党，任崞县特支书记。1938年入延安马列学院职工班学习。1941年11月入西北公学学习。毕业后任中央社会部办公室党总支书记、中央警卫团政治处主任，团长兼政委吴烈。抗战胜利后，任中央警卫团政委，团长刘辉山。1947年3月随毛泽东、周恩来、任弼时转战陕北，任昆仑纵队副政委。
1949年2月3日率中央警卫团第三营、第四营共7个连800多人改变的北平市公安大队入城，任大队长兼政委。担任警卫工作。1949年9月5日，组建中国人民公安中央纵队，任第二师政委。
曾任中央警卫师政委。1955年，授予中国人民解放军少将。
由于患有慢性肝炎，1963年离开工作岗位，1967年正式离休。